# Saint-Civran
Saint-Civran ist eine französische Gemeinde mit 138 Einwohnern (Stand 1. Januar 2022) im Département Indre in der Region Centre-Val de Loire; sie gehört zum Arrondissement Le Blanc und zum Kanton Saint-Gaultier. Der Ort liegt im Tal des Flusses Abloux.

## Bevölkerungsentwicklung

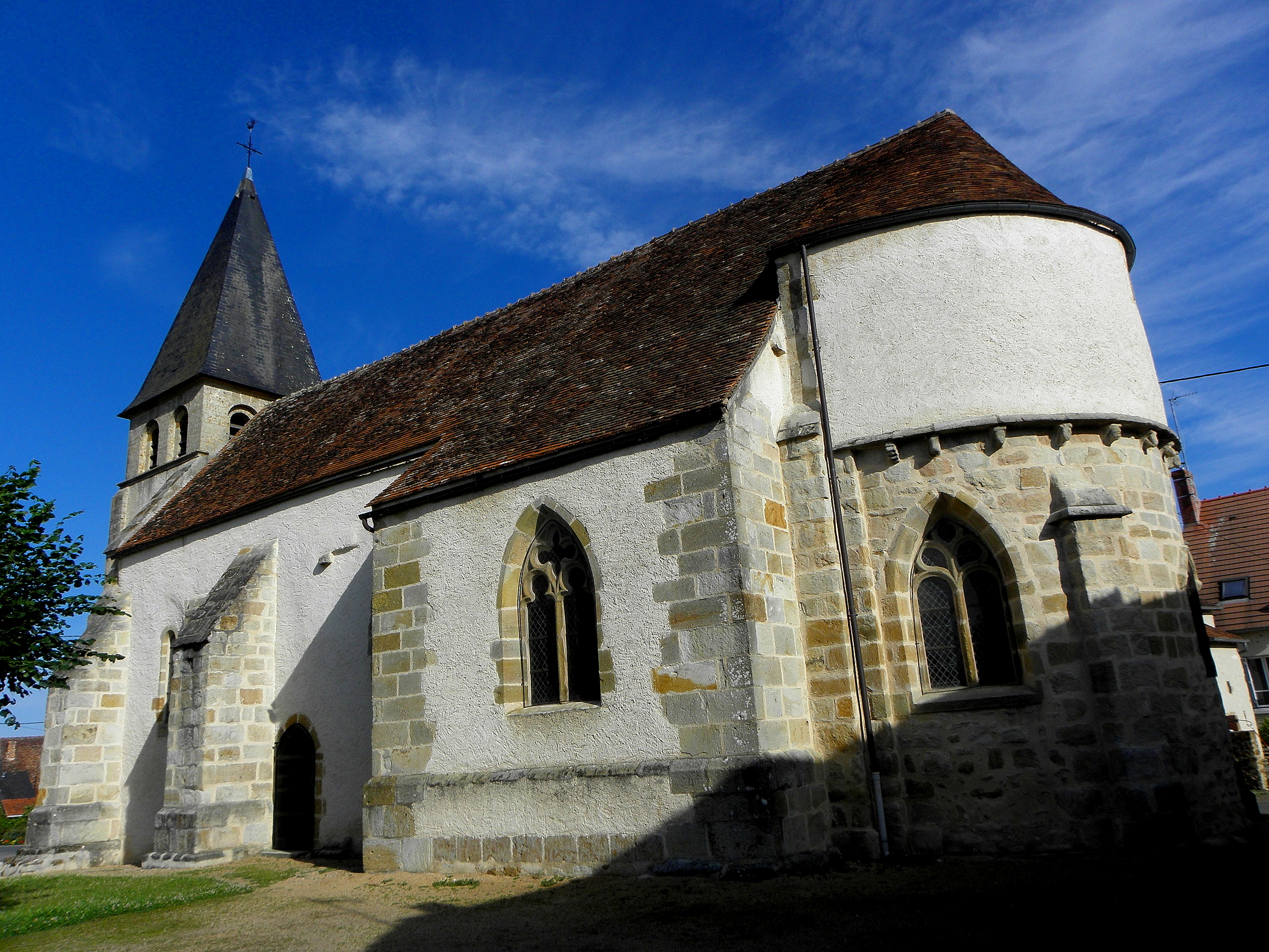
Kirche Saint-Cyprien

| Jahr                       | 1962 | 1968 | 1975 | 1982 | 1990 | 1999 | 2011 | 2017 |
| Einwohner                  | 288  | 275  | 229  | 193  | 158  | 154  | 175  | 140  |
| Quellen: Cassini und INSEE |      |      |      |      |      |      |      |      |